# Ada Leonard
Ada Leonard (Lawton (Oklahoma), 22 juli 1915 – Santa Monica (Californië), 29 november 1997) was een Amerikaanse orkestleidster, bekend door de formatie van de vrouwenbigband (Ada Leonard and her All American Girls) tijdens het swingtijdperk.

## Biografie
Leonard was de dochter van een acteur en een danseres/muzikante en trad zelf op 3-jarige leeftijd voor de eerste keer op op het podium. Ze leerde piano en cello spelen, maar ze was als muzikante niet zo begaafd om daaruit een beroep te kunnen maken. Ze begon met burlesque-optredens in Chicago. Haar optredens hadden klasse en bezorgden haar de naam 'Burlesque Queen'. Nadat ze in 1939 de meidenband van Rita Rio had gezien, besloot ze iets in deze richting te doen en formeerde ze in 1940 ook een pure vrouwenbigband. De muzikanten hadden in het begin hun twijfels, maar Leonard manifesteerde zich echter als doorgewinterde zakenvrouw, die loyaal was aan haar muzikanten.
In 1941 begonnen ze te toeren voor de troepenbijstand (USO) en veranderde de band steeds meer in een echte swingband. Ze leidde haar All American Girl Orchestra tot midden jaren 1950, waarbij het orkest weer meer wisselde naar een meer oppervlakkig repertoire. In 1952 en 1954 had ze een eigen tv-show met haar band. Daarna peinsde ze kort erover om zich te ruste te zetten, maar aanvaardde daarna de leiding van een nieuwe band, deze keer bestaande uit slechts mannen. 
Tot de leden van haar vrouwenband behoorden Jane Sage (trompet), Ethel Kirkpatrick (saxofoon), Fagle Liebman (drums), Roz Cron (saxofoon), later bij de International Sweethearts of Rhythm), Norma Carson en Fran Shirley.

## Overlijden
Ada Leonard overleed in november 1997 op 82-jarige leeftijd.